# 론디노 (베토벤)
루트비히 판 베토벤에 의해 쓰인 《론디노 내림마장조, WoO 25》는 두 개의 오보에, 두 개의 클라리넷, 두 개의 바순과 두 개의 호른을 위한 작품이다. 

## 개요
베토벤이 아직 20대 초반이던 1793년에 쓰인 작품으로, 동일한 악기를 구성하고 있는 모차르트의 세레나데 KV. 375 및 388과 비교될 수 있다. 모차르트의 세레나데는 베토벤의 론디노에 영감을 주었다. 어린 작곡가에게는 진정한 업적이었다.
WoO 25와 동일한 조성, 동일한 악기, 동일한 본 시대의 연대를 갖고 있는 다른 그의 작품 《팔중주, 작품 번호 103》과의 관계는 명확하지 않다. 이 론디노는 한때 《팔중주》의 피날레 역할을 했다는 설이 있다. 하지만 WoO 25의 캐릭터와 템포(안단테)는 《팔중주》의 피날레로서는 적절하지 않았던 것으로 여겨진다. 목관 앙상블 "옥토포로스"가 녹음한 팔중주에서는 피날레가 아니라 두 번째 악장으로 WoO 25가 포함되어 있다.
《론디노》라는 제목에서 알 수 있듯이 이 작품은 A-B-A-C-A-코다의 론도 형식이다.

## 구조
안단테의 단악장으로 구성되어 있다. 연주 시간은 5분 정도이다.